# Stanisław Fiałkowski
Stanisław Fiałkowski (ur. 27 lutego 1941 w Okoleńcu) – polski pianista, kompozytor, także aranżer i dyrygent. Absolwent Liceum Pedagogicznego w Koninie, Średniej Szkoły Muzycznej w Łodzi i Państwowej Wyższej Szkoły Muzycznej w Poznaniu.

## Działalność muzyczna

### Początki
Pierwszy zespół muzyczny – big-band – prowadził, będąc jeszcze studentem. Wystąpił z nim na Konkursie Jazzu Tradycyjnego Złota Tarka w Warszawie w 1974 roku. Wraz z nim koncertował też w Polsce i za granicą. Następnie prowadził zespół Truwerzy, z którym uczestniczył w festiwalu „Rytmy nad Prosną”. Grupa zdobyła tam główną nagrodę. 
Jako kompozytor współpracował z teatrem poezji w Koninie, przygotowując muzykę do widowiska poetyckiego.

### Rozwój kariery
W roku 1975 przeniósł się do Bydgoszczy, gdzie został kierownikiem muzycznym Estrady Bydgoskiej. Założył i liderował zespołowi „Awans”. Współpracował też z tamtejszym Teatrem Polskim, a także teatrami w innych miastach. Również w Bydgoszczy założył pierwszy big-band w tym mieście, który wkrótce przekształcił się w Orkiestrę Teatru Rozrywki. Grali w nim artyści Filharmonii Pomorskiej oraz miejscowi muzycy jazzowi (m.in. Andrzej Przybielski i Włodzimierz Szymański). Z orkiestrą tą przygotował i zrealizował oratorium Zagrajcie nam, wszystkie srebrne dzwony, do którego muzykę napisała Katarzyna Gaertner, a libretto stworzył Ernest Bryll).
Poprowadził też międzynarodowe „Varietes – Kamawał-77” z udziałem artystów z Węgier, Bułgarii, Rumunii, Czechosłowacji i Polski. Potem przez kilka sezonów (1977–1981) piastował kierownictwo muzyczne Zespołu Estradowego Pomorskiego Okręgu Wojskowego „Czarne Berety” – i był to okres znaczących sukcesów tego zespołu.
W 1980 r. przeniósł się do Warszawy, gdzie został dyrygentem i kierownikiem muzycznym Teatru Na Targówku. W 1983 założył Big Warsaw Band – początkowo zespół muzyczny, obecnie orkiestra. Prowadzi go do dzisiaj. Grupa ta występuje zarówno z własnym repertuarem oraz akompaniuje solistom.
Był twórcą muzyki do przeszło 20 spektakli teatralnych i kompozytorem licznych piosenek.
W 2007 został odznaczony Srebrnym Medalem „Zasłużony Kulturze Gloria Artis”. W 2010 wszedł w skład warszawskiego społecznego komitetu poparcia Jarosława Kaczyńskiego przed wyborami prezydenckimi.

## Spektakle teatralne

### Kompozytor muzyki
- Nauka chodzenia (wiersze Andrzeja Bursy) w teatrze poezji w Koninie
- 1975, 1979 – Radcy pana radcy (reż. Jerzy Wróblewski) w Teatrze Polskim w Bydgoszczy, potem w Teatrze im. Stefana Jaracza w Olsztynie
- 1978 – Wiele hałasu o nic (reż. Krystyna Meissner) w Teatrze im. Wilama Horzycy w Toruniu
- 1982 – Dzieci taty Zeusa (reż. Tadeusz Wiśniewski) w Teatrze na Targówku w Warszawie
- 1991 – Krzesiwo (reż. Krystian Kobyłka) w Opolskim Teatr Lalki i Aktora im. Alojzego Smolki
- 1992, 2001 – Król malowany (reż. Leszek Czarnota) w Opolskim Teatrze im. A. Smolki
- 1993, 1994 – Bajki nie tylko o smoku (reż. Aleksander Antończak) w Opolskim Teatrze im. Smolki, a potem w Teatrze Lalek Banialuka w Bielsku-Białej
- 1994 – Chińskie opowieści (reż. Krystyna Jakóbczyk) w Teatrze Lalek „Guliwer” w Warszawie

### Inne
Opracowanie muzyczne
- 1975 – Szkoda, że jest nierządnicą (reż. Matylda Krygier, Jan Błeszyński) w Teatrze Polskim w Bydgoszczy
- 1980 – Kto mi śpiewał serenadę... (reż. Andrzej Żarnecki) w Teatrze na Targówku

Dyrygent w Teatrze na Targówku
- 1979 – Fanfan Tulipan (reż. Wieńczysław Gliński)
- 1981 – Obiecanki cacanki (reż. A. Żarnecki)

Aranżacja
- 1979 – Fanfan Tulipan (reż. W. Gliński) w Teatrze na Targówku w Warszawie
- 1982 – Romek i Julka (reż. T. Wiśniewski) w Teatrze na Targówku w Warszawie
- 1984 – Dzieci taty Zeusa (reż. Tadeusz Wiśniewski) w Teatrze na Targówku w Warszawie
- 1992 – Amerykański Blues (reż. K. Meissner) w Teatrze im. W. Horzycy w Toruniu

Kierownictwo muzyczne
- 1982 – Romek i Julka (reż. T. Wiśniewski) w Teatrze na Targówku w Warszawie
- 1982 – Dzieci taty Zeusa (reż. T. Wiśniewski) w Teatrze na Targówku w Warszawie
- 2004 – Jestem smutny (reż. K. Meissner) we Wrocławskim Teatrze Współczesnym im. Edmunda Wiercińskiego
- 2004 – Problem (reż. K. Meissner) we Wrocławskim Teatrze Współczesnym
- 2004 – Robol (reż. K. Meissner) we Wrocławskim Teatrze Współczesnym
- 2004 – Szumy i zakłócenia (reż. K. Meissner) we Wrocławskim Teatrze Współczesnym

## Dyskografia
- 1986 Big Warsaw Band: Big Warsaw Band in Glenn Miller World (LP, Muza SX-2446)
- 1988 Big Warsaw Band: Summertime – The Best of George Gershwin (LP, Wifon)
- 1990 Big Warsaw Band: Big Warsaw Band zaprasza do tańca (LP, Wifon)
- Big Warsaw Band: Na wszystkich dworcach świata (CD, Pomaton)
- Big Warsaw Band: Sophisticated Lady (CD, Arista Koss Rec.)